# Pejczo Peew
Pejczo Peew, bułg. Пейчо Чонов Пеев (ur. 2 kwietnia 1940 w Płowdiwie, zm. 15 września 2007 tamże) – bułgarski szachista, mistrz międzynarodowy od 1973 roku.

## Kariera szachowa
W latach 60 i 70. XX wieku należał do czołówki bułgarskich szachistów. Wielokrotnie startował w finałach indywidualnych mistrzostw kraju, zdobywając dwa medale: złoty (1968) oraz srebrny (1971). Reprezentował narodowe barwy na dwóch szachowych olimpiadach (1968 – brązowy medal, 1972) oraz na dwóch turniejach o drużynowe mistrzostwo Europy (1970, 1977).
Wielokrotnie startował w turniejach międzynarodowych, sukcesy odnosząc m.in. w:
- Lublinie (1968, dz. II m. za Laszlo Kovacsem, wspólnie z Miloradem Knezeviciem, Witoldem Balcerowskim i Gyorgy Szilagyim),
- Warnie (1972, dz.II m. za Andrasem Adorjanem, wspólnie z Michaiłem Podgajcem i Jovanem Sofrevskim),
- Niszu (1974, I m.),
- Trondheim (1974, I m.),
- Mladenovacu (1975, I m.),
- Primorsku (1976, dz. I-IV m.),
- Ołomuńcu (1976, III m.),
- Płowdiw (1976, 1977 – dwukrotnie II m.),
- Lipsku (1977, IV m. za Burkhardem Malichem, Janem Smejkalem i Rainerem Knaakiem),
- Warnie (1978, dz. II-III m.),
- Pazardżiku (1978, dz. I-IV m.),
- Primorsku (1979, I m.),
- Karwinie (1980, dz. II m. za Jindrichem Traplem, wspólnie z Goranem Dizdarem i Jiřím Lechtýnským),
- Panczewie (1989, III m. za Aleksiejem Kuźminem i Goranem Todoroviciem).

Najwyższy ranking w karierze osiągnął 1 stycznia 1977, z wynikiem 2460 punktów zajmował wówczas 5. miejsce wśród bułgarskich szachistów.